# Zvi Lurie

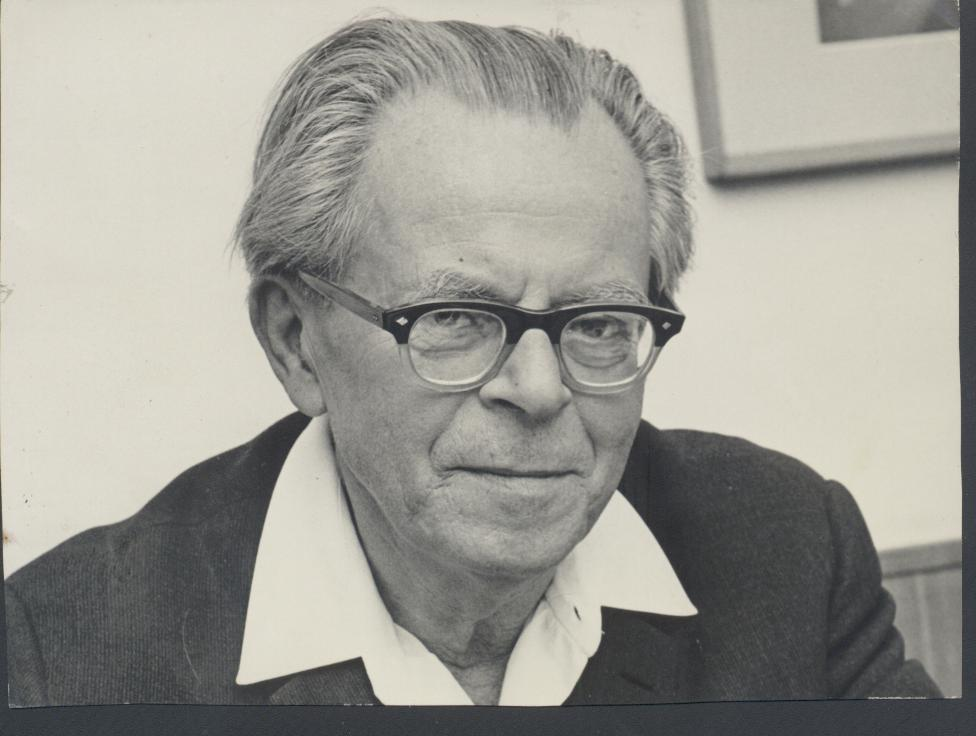
Zvi Lurie, fotografía tomada en su escritorio en Tel Aviv entre su regreso a Israel en 1954 y su muerte en 1968, probablemente en 1962.

Zvi Lurie (en hebreo: צבי לוריא‎), (1 de junio de 1906 - 21 de mayo de 1968) fue una figura política judía en el Mandato británico. Miembro del Consejo Nacional Judío, fue uno de los signatarios de la Declaración de Independencia de Israel.

## Biografía
Zvi Lurie nació en Łódź en el Imperio Ruso (actualmente Polonia). Emigró a Eretz Israel en 1924. Lurie fue uno de los fundadores del kibutz Ein Shemer.

## Activismo político y sionista
Lurie fue miembro de Hashomer Hatzair, sirviendo como su secretario general entre 1935 y 1937. Fue miembro del Consejo Nacional Judío en nombre de Hashomer Hatzair, y fue cooptado en el Consejo de Estado Provisional tras la Declaración de Independencia de Israel en mayo de 1948. También ayudó a establecer Kol Yisrael, que transmitió la declaración.
Después de firmar la declaración, Lurie dejó Israel para trabajar en el fortalecimiento de los lazos entre Israel y el pueblo judío  con la Agencia Judía como representante de Mapam (de la cual formaba parte Hashomer Hatzair). Murió en 1968.